# Hal Ingberg
Pour les articles homonymes, voir Ingberg.
Hal Ingberg né en 1960 à Montréal est un architecte canadien et un concepteur d’installations architecturales.

## Biographie

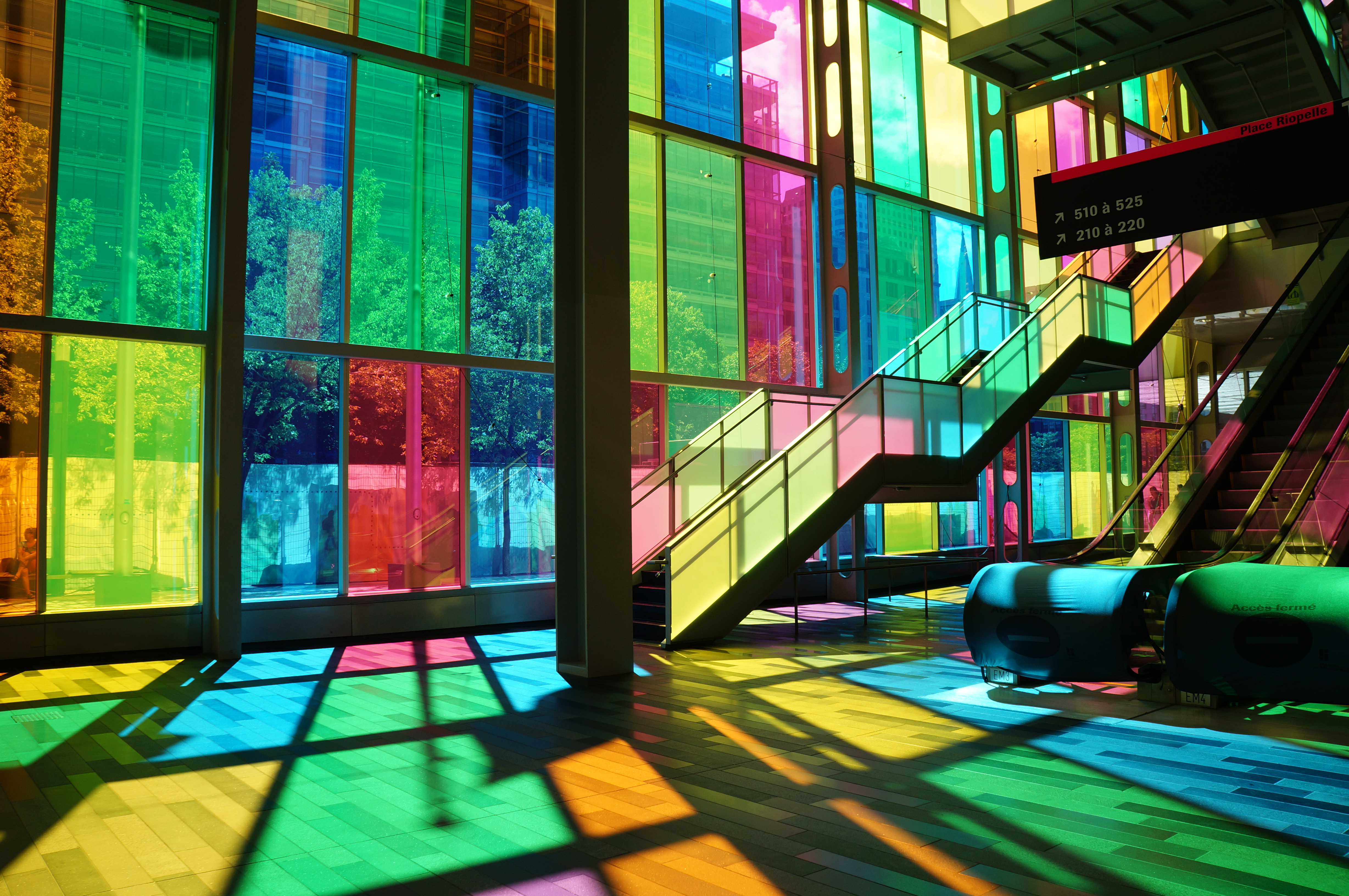
Vitrines du Palais des congrès de Montréal

Hal Ingberg est connu pour ses recherches formelles et son travail autour du verre coloré, notamment pour son implication dans la conception de l’agrandissement du Palais des congrès de Montréal (2002), Ingberg  présente ses installations architecturales, entre autres, au Centre canadien d'architecture (Lumière artificielle, 2002-2003) et aux Jardins de Métis, dans le cadre du Festival international des jardins (Réflexions colorées, 2003).  Il étudie à l'Université McGill ainsi qu'au Southern California Institute of Architecture, Los Angeles. Il séjourne à Rome en 1993-1994 à titre de récipiendaire du Prix de Rome du Conseil des Arts du Canada.  
Son fonds d'archives est conservé au Centre canadien d'architecture.

## Musées et collections publiques
- Musée national des beaux-arts du Québec, Beacon, 2004[5]

## Galerie

Œuvres d'Hal Ingberg
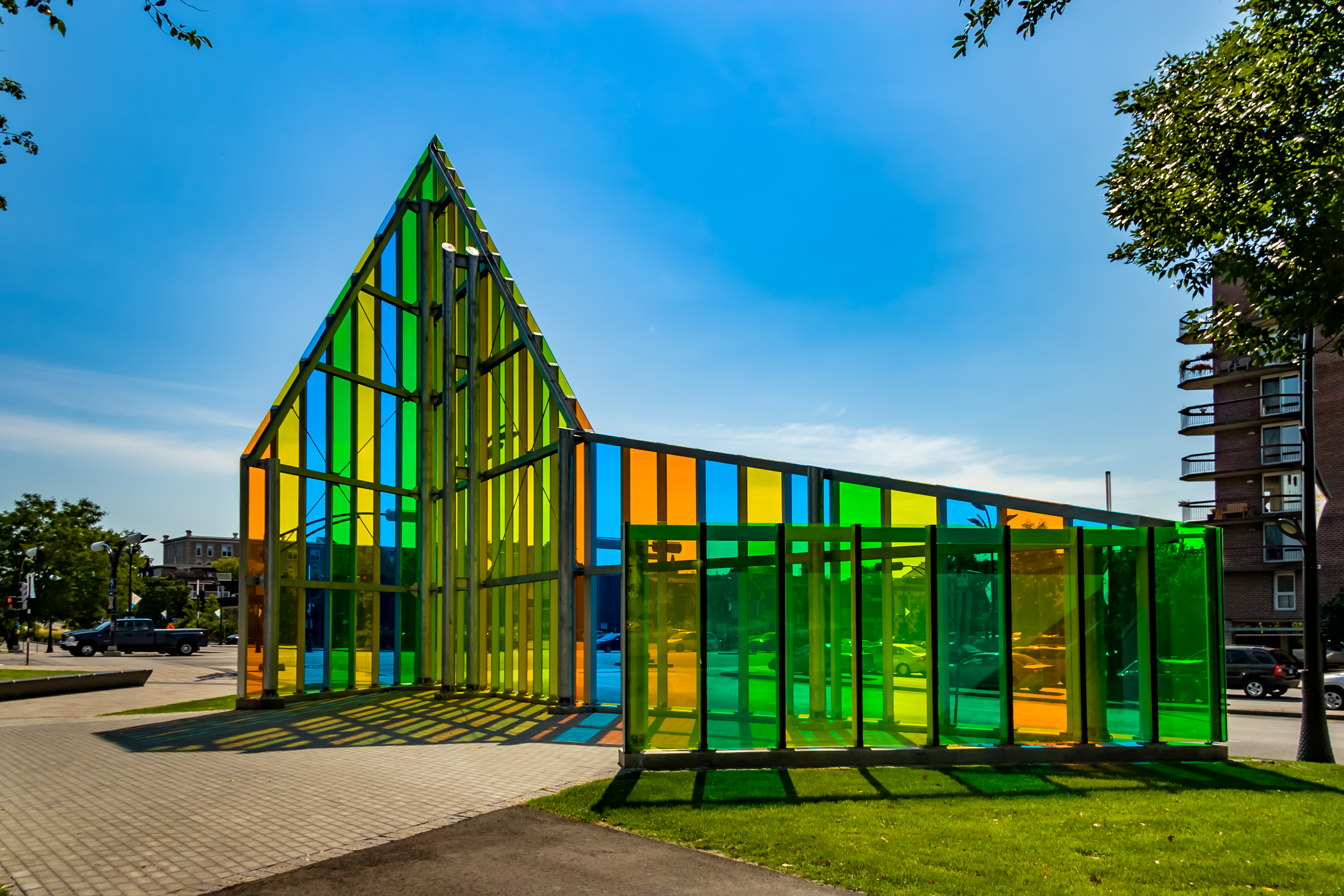
Papa, 2010. Située au parc du Sentier-de-l'Île dans le secteur de Hull, à Gatineau.
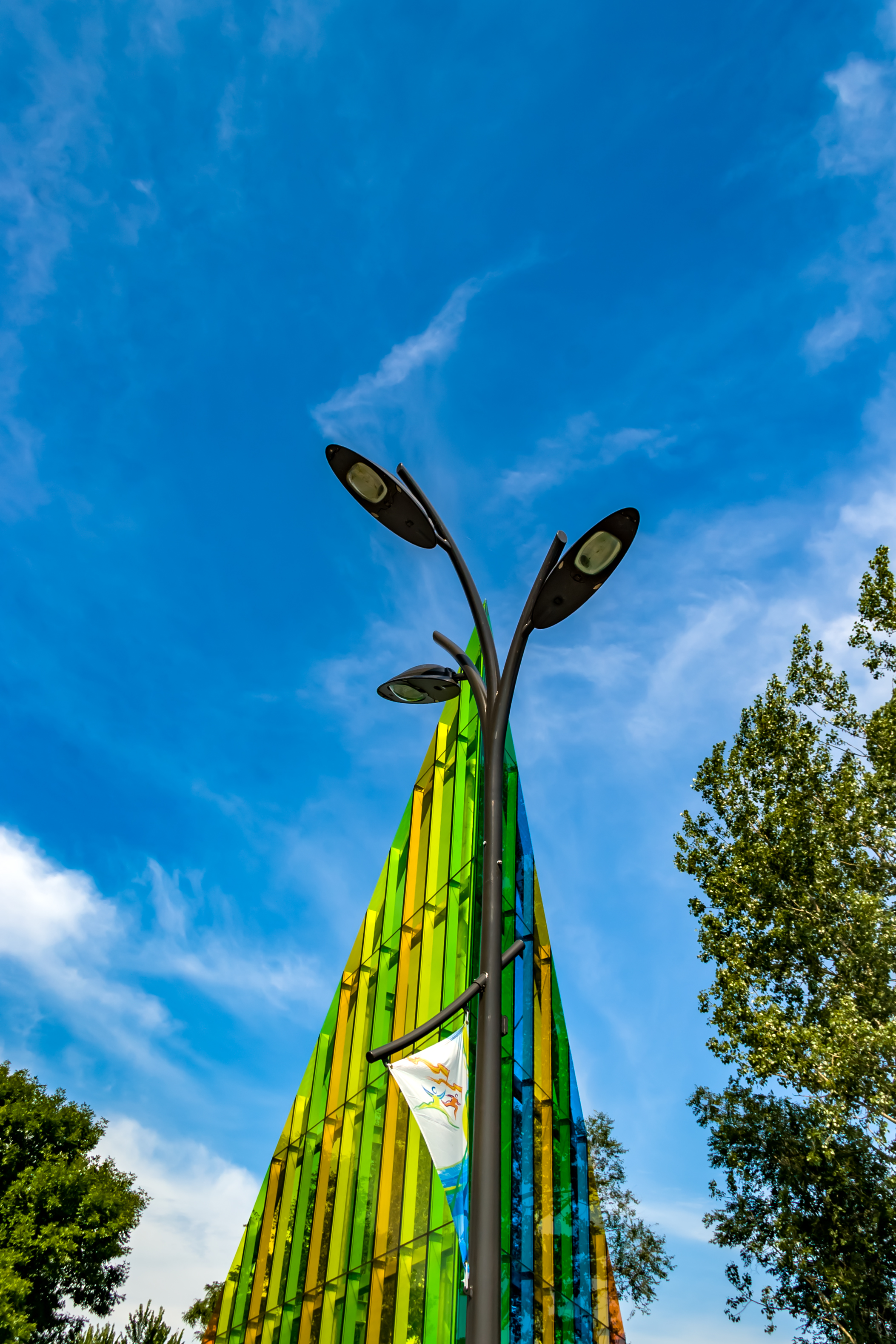
Boulevard Maisonneuve, Gatineau.